# Perlita volcànica

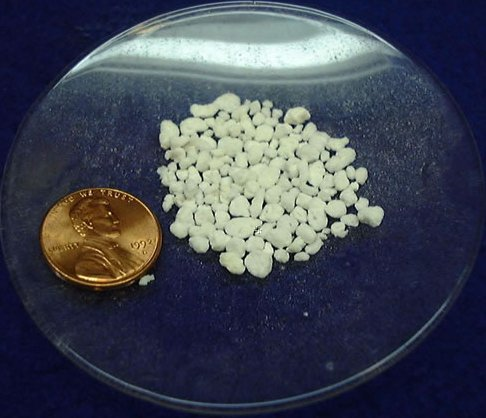
Perlita expandida

La perlita volcànica és un vidre volcànic amorf que té un contingut d'humitat relativament alt. Típicament es forma per hidratació de l'obsidiana. Es troba de manera natural i té la propietat poc comuna d'expandir-se molt quan se l'escalfa. Després de ser processada té un pes molt lleuger per unitat de volum i d'aquí en deriven gran part dels seus usos industrials.

## Propietats
Quan arriba a temperatures d'entre 850 i 900 °C, la perlita es fa més tova. L'aigua atrapada en l'estructura del material s'evapora i escapa, i això fa expandir el material de 7 a 16 vegades el seu volum original. El material resultant és blanc brillant amb una densitat d'uns 30 a 150 kg/m³.

## Usos
En la construcció i manufactures, per exemple, per fer morters i aïllaments tèrmics, i en horticultura per a fer esmenes de sòls, formar substrats (per evitar compactacions), i en hidroponia. La perlita també és un bon filtre. També es fa servir per fer explosius.

## Anàlisi
- 70-75% diòxid de silici: SiO₂
- 12-15% òxid d'alumini: Al₂O₃
- 3-4% òxid de sodi: Na₂O
- 3-5% òxid de potassi: K₂O
- 0.5-2% òxid de ferro: Fe₂O₃
- 0.2-0,7% òxid de magnesi: MgO
- 0.5-1,5% òxid de calci: CaO
- 3-5% pèrdues en la ignició